# Mount Airy, Georgia
Mount Airy är en kommun (town) i Habersham County i Georgia. Orten grundades 1874 av M.C. Wilcox. Vid 2020 års folkräkning hade kommunen Mount Airy 1 391 invånare.
En av sevärdheterna i Mount Airy är Lawton Place Manor som byggdes 1879 som sommarresidens åt Alexander Lawton. År 1957 var huset för en kortare tid bostad åt basebollspelaren Ty Cobb och har därför även kallats Ty Cobb House. Lawton Place Manor har senare fungerat som värdshus.